# St.-Marien-Kirche (Havetoft)

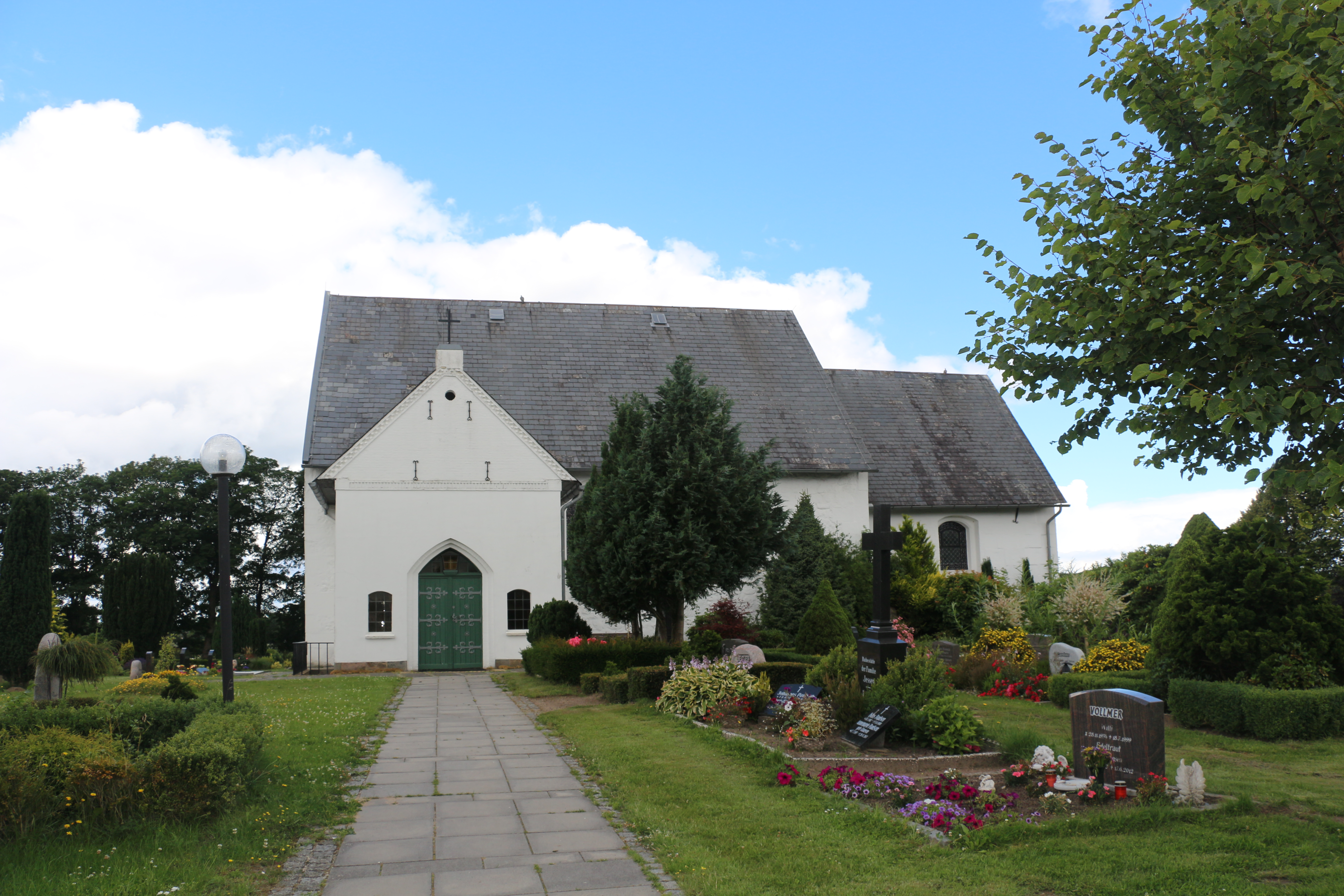
Blick auf die Kirche von Süden

Die St.-Marien-Kirche in Havetoft ist eine romanische Feldsteinkirche der Kirchengemeinde Havetoft im Kirchenkreis Schleswig-Flensburg in der Evangelisch-Lutherischen Kirche in Norddeutschland.

## Geschichte
Die capella mariae virginis („Kapelle der Jungfrau Maria“) in Havetorf entstand um 1180 als Filiale der baulich sehr ähnlichen St.-Petri-Kirche in Sieverstedt. Erst 1463 wurde Havetoft eine selbständige Pfarrei mit eigenem Pfarrer.
Die weitgehend im Urzustand erhaltene Havetofter Kirche besteht aus einem einschiffigen Langhaus und einem eingezogenen Chor. Der Bau wurde mit einem Fundament und der Ostseite aus behauenen Granitquadern, vermutlich von der Schleswiger Dombauhütte, begonnen und, da das Material nicht ausreichte, mit Feldsteinen fortgesetzt. Das schlichte Nordportal, durch das die Frauen die Kirche betraten, wurde später zugemauert, während das etwas aufwändigere Südportal ein Vorhaus erhielt, durch das die Kirche noch heute betreten wird. In gotischer Zeit wurden Kirchenschiff und Chor eingewölbt. Der aus Granitquadern gemauerte Chorbogen blieb dabei erhalten. Während die Fenster der Nordseite zwar zwischenzeitlich zugemauert waren, aber noch im Original erhalten sind, wurden die Südfenster später vergrößert.
1955/1956 fand eine große Kirchenrenovierung statt. Dabei wurde die romanischen Fenster an der Nordwand und im Chor wieder freigelegt, die Empore wurde zu ihrer heutigen halbrunden Form umgestaltet und eine neugotische Ausmalung der Gewölbe, wohl von der Renovierung 1871, überputzt.

## Umgebung
Die Kirche wird von einem mit Granitquadern umfassten Friedhof umgeben, der von Osten durch das 1626 errichtete älteste gemauerte Friedhofstor Angelns betreten wird. 1766 wurde es erneuert.
Westlich der Kirche steht der freistehende hölzerne Glockenstapel. Der heutige Bau von 1763 hatte einen Vorgängerbau, der 1759 niederbrannte, wobei eine der beiden Glocken schmolz. Von 2012 bis 2015 wurde der Glockenturm aufwändig restauriert. Heute trägt er drei Glocken, von denen zwei 1961/62 gestiftet wurden.

## Ausstattung

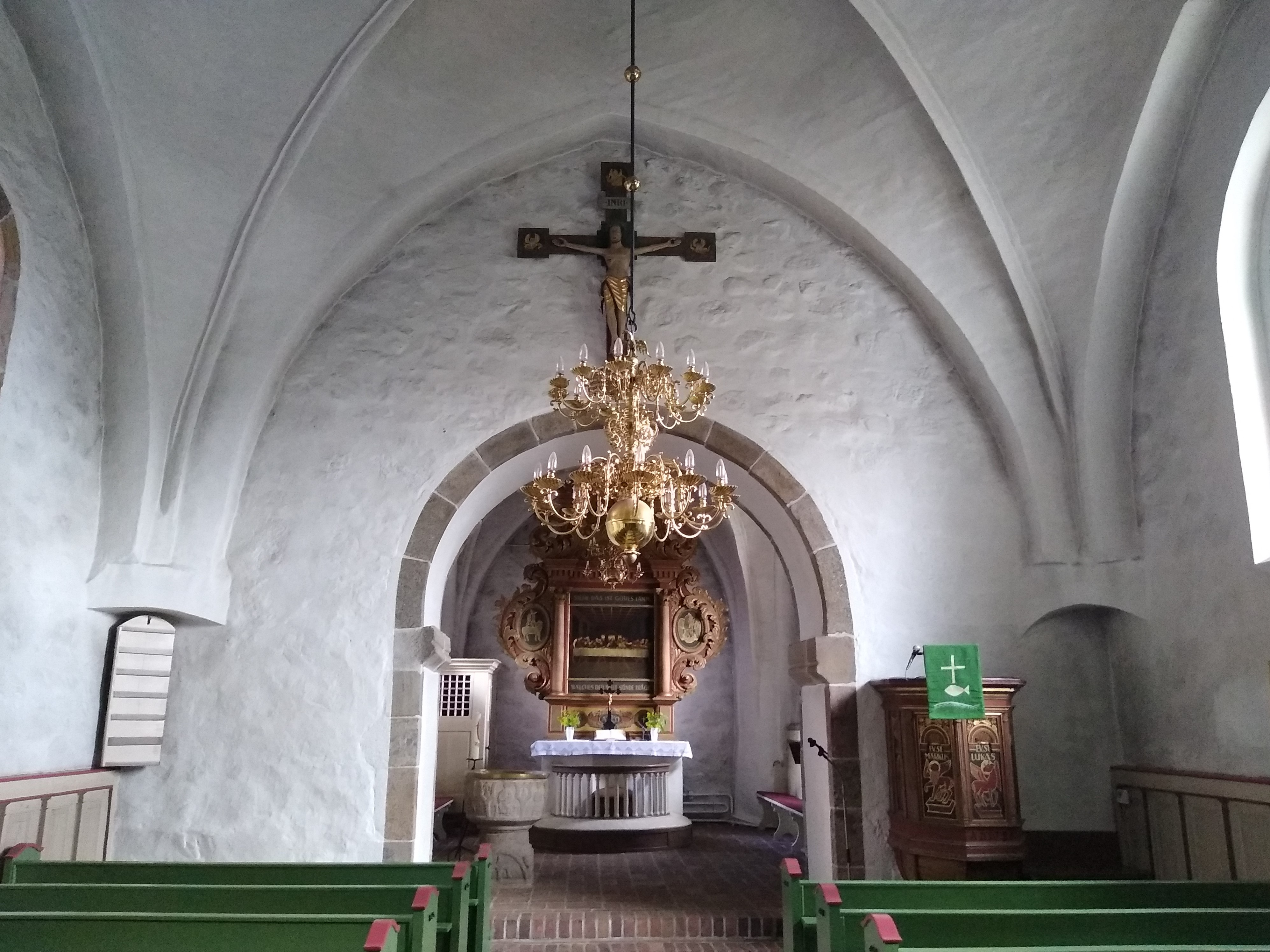
Innenraum mit Blick nach Osten

Die Kuppa der spätromanischen Granittaufe aus der Mitte des 13. Jahrhunderts umziehen unter sieben Kleeblattbögen Reliefs: in der Mitte die thronende Gottesmutter Maria zwischen den anbetenden Heiligen Drei Königen und drei Aposteln.
Aus dem zweiten Viertel des 14. Jahrhunderts stammt das Triumphkreuz über dem Chorbogen. Es ist vermutlich das Werk eines einheimischen Künstlers und zeigt in hoheitsvoller Strenge Christus als Sieger über Leid und Tod. Nicht das Leiden sollte zur Zeit der Romanik vermittelt werden, sondern die Überwindung des Leidens. Die Augen sind geschlossen und die Arme in gerader Haltung, eine Darstellung, die die Hoheit des Gottessohnes zum Thema macht. Vermutlich besaß die Christusfigur ursprünglich eine Krone, die im Spätmittelalter durch eine lose aufliegende Dornenkrone ersetzt wurde. Das Holzkreuz stammt von 1906. Es trägt an den Enden die Evangelistensymbole. Die Farbfassung ist kein Original, sondern eine erneuerte Fassung aus dem Jahr 1906.
Vermutlich im Umkreis des Jan van Groningen, der etliche Schnitzwerke in Husum, darunter die Kanzel im Gasthaus zum Ritter St. Jürgen und den Prospekt der Orgel in der Schlosskapelle von Schloss Gottorf schuf, entstand um 1580 die sparsam gegliederte Renaissance-Kanzel. Sie wurde 1956 mit den Evangelistensymbolen bemalt.
Ein Spätrenaissanceepitaph vom Anfang des 17. Jahrhunderts erinnert an den Pastor Georg Wolhat, der auf dem Gemälde mit seiner vierzehnköpfigen Familie dargestellt ist.
Der Altaraufsatz ist eine 1863 von Satruper Bildschnitzer Peter Clausen geschaffene neubarocke Nachahmung des damaligen Barockaltars der St.-Laurentius-Kirche in Satrup. Als Altarbild verwendete er eine freie Kopie des Abendmahls von Leonardo da Vinci, das F. Avlitz aus Schleswig 1858 gemalt hatte. Deutliche Veränderung zum Original des da-Vinci-Gemäldes sind die teilweise zeitgemäße Haartracht sowie die Darstellung der Farbigkeit. Die Figur des Johannes, die ja als junge Frau dargestellt ist, zeigt, wie auch Jesus, nicht die im Original dargestellten Farben blau und rot, die Farben der Liebe und des Himmels. Die Augen des Johannes sind in dieser Kopie geöffnet und die Tönung der Haare von Johannes und Jesus sind statt blond in einer schwarzen Tönung gehalten. In die Seitenfelder malte der schleswig-holsteinische Kirchenmaler und Restaurator Franz Dubbick 1963 Christussymbole: den Pelikan, der seine Jungen mit seinem eigenen Blut füttert, und das Lamm. Vor dem Altar befindet sich eine kleine halbkreisförmige Kommunionbank.
Die Emporenmalerei an den Brüstungsfelder der Westempore stammt von dem Maler und emeritierte Pastor Bruno Spießwinkel 1989 mit Szenen aus dem Alten und Neuen Testament.
Die Orgel mit dem neugotischen Prospekt ist ein Werk von Marcussen & Søn von 1883. Es lag nahe, die Firma zu wählen, da Andreas Reuter, Kompagnon des Firmengründers Jürgen Marcussen, 1798 als Sohn des Havetofter Pastors Johann Nikolai Reuter, geboren worden war. Im Zuge der Renovierung von 1956 wurde das Instrument von der Orgelbaufirma Tolle in Kiel repariert.

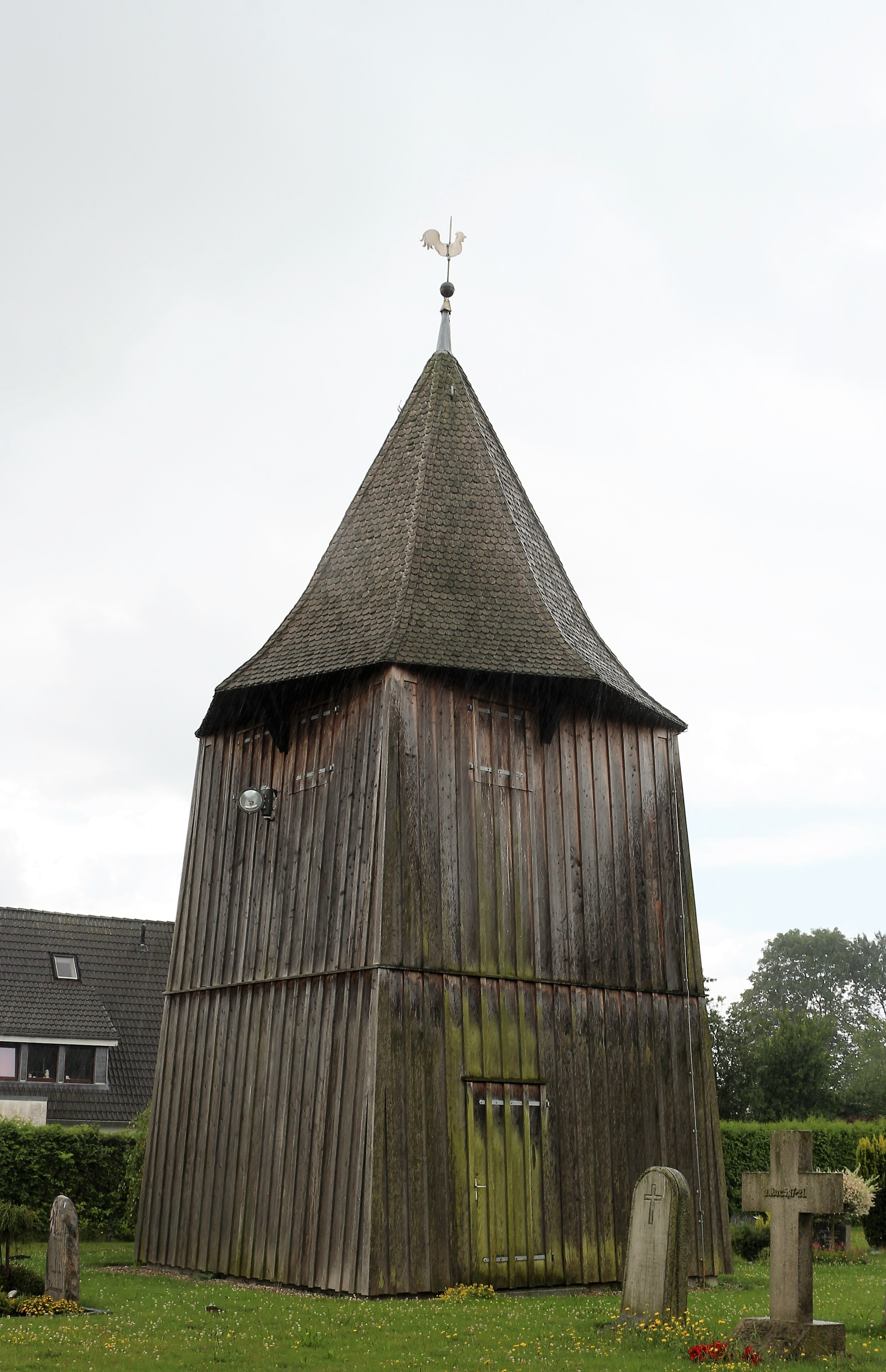
Glockenstapel
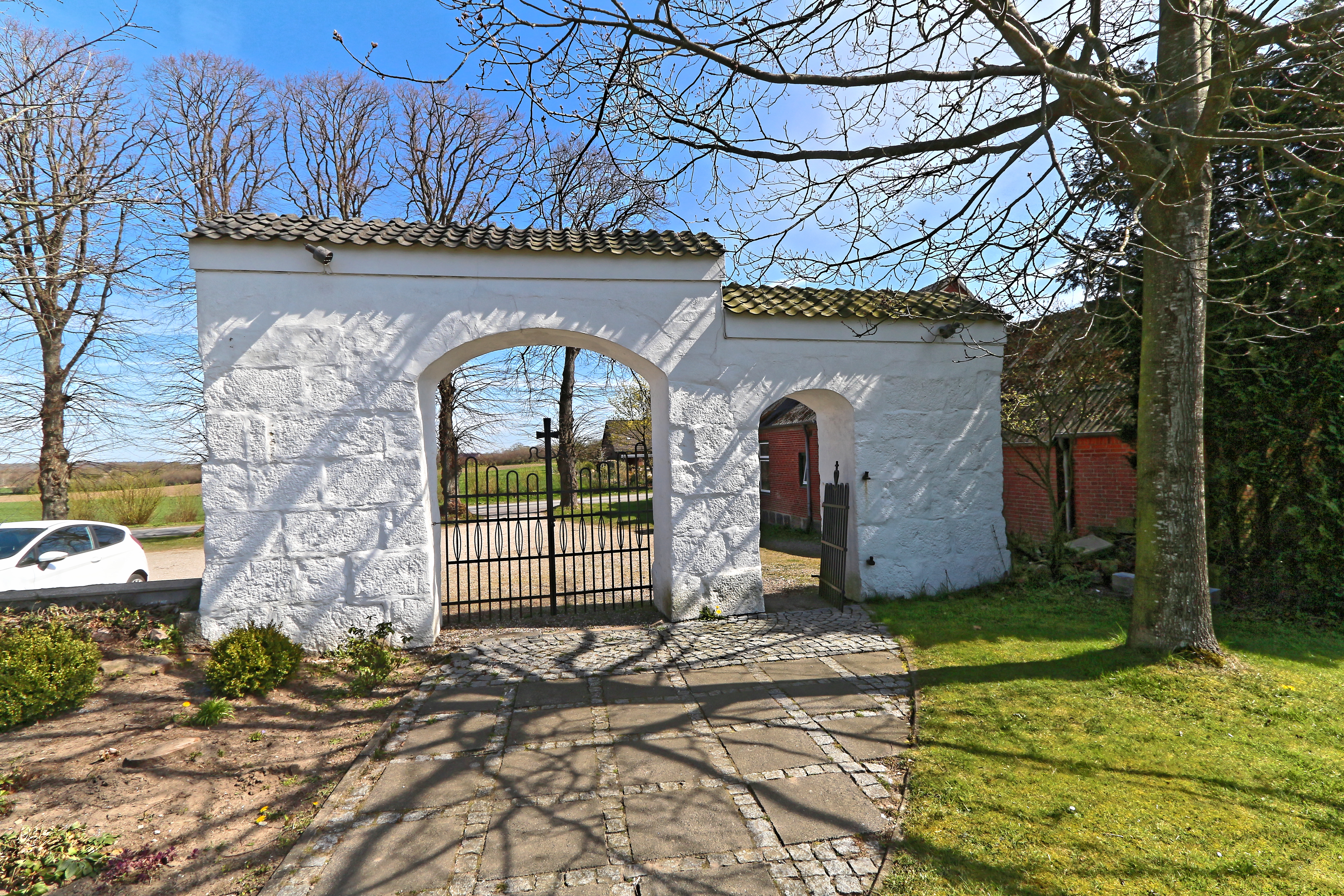
Friedhofstor
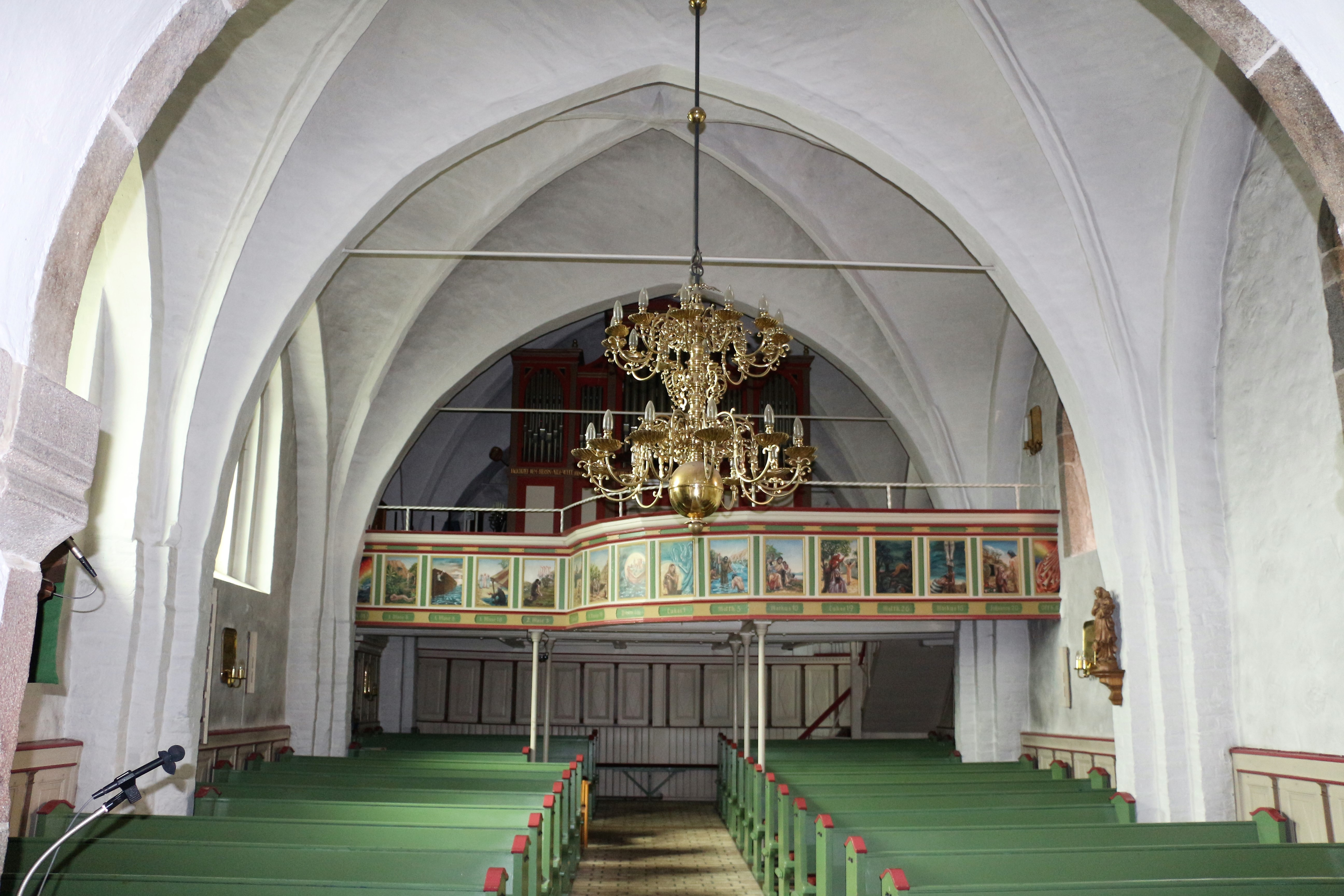
Orgelempore
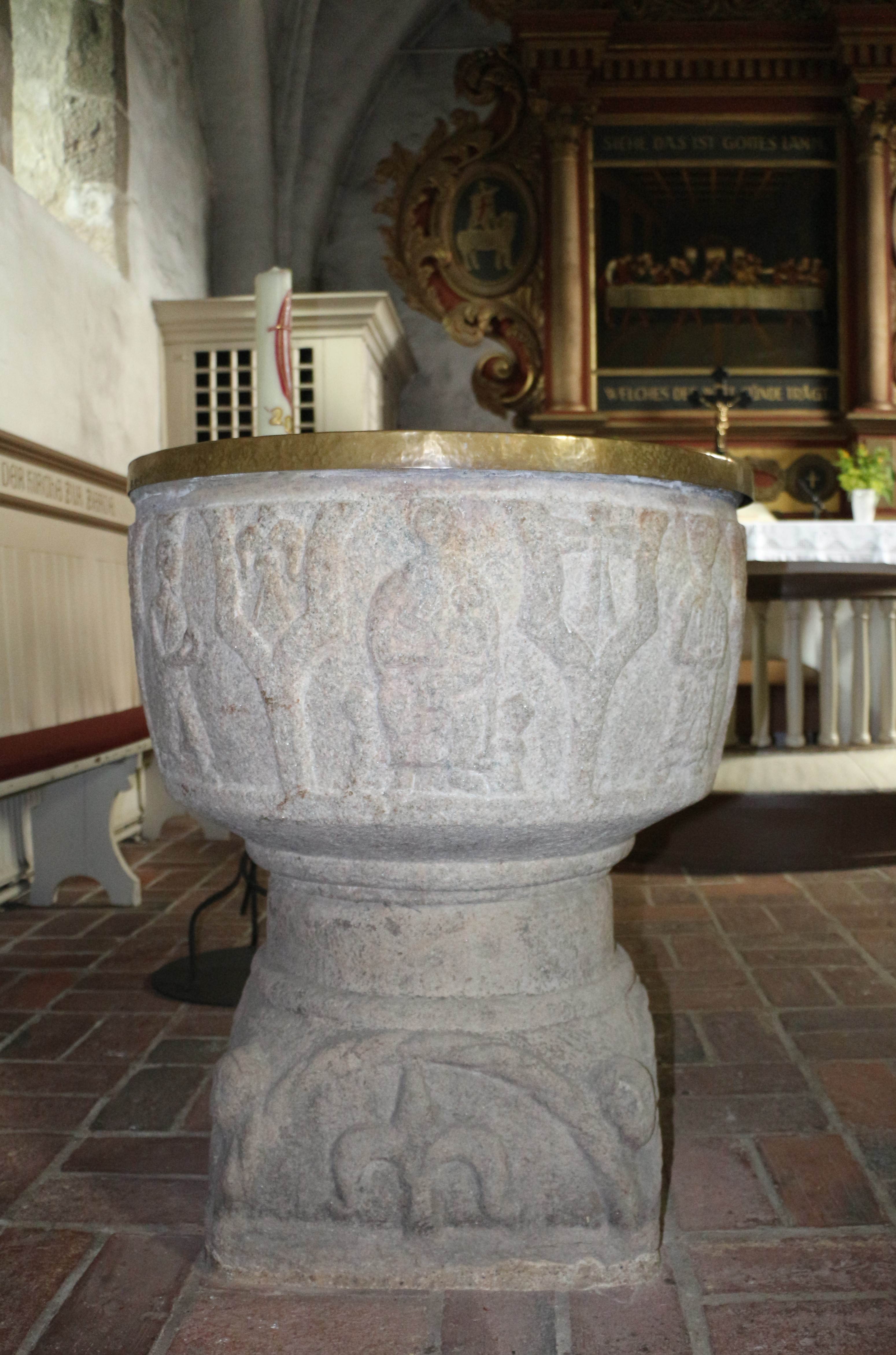
Taufstein